# Centrophasma spinosissimum
Centrophasma spinosissimum är en insektsart som först beskrevs av Ludwig Redtenbacher 1908.  Centrophasma spinosissimum ingår i släktet Centrophasma och familjen Diapheromeridae. Inga underarter finns listade i Catalogue of Life.